# حادثة قصر عابدين 1942

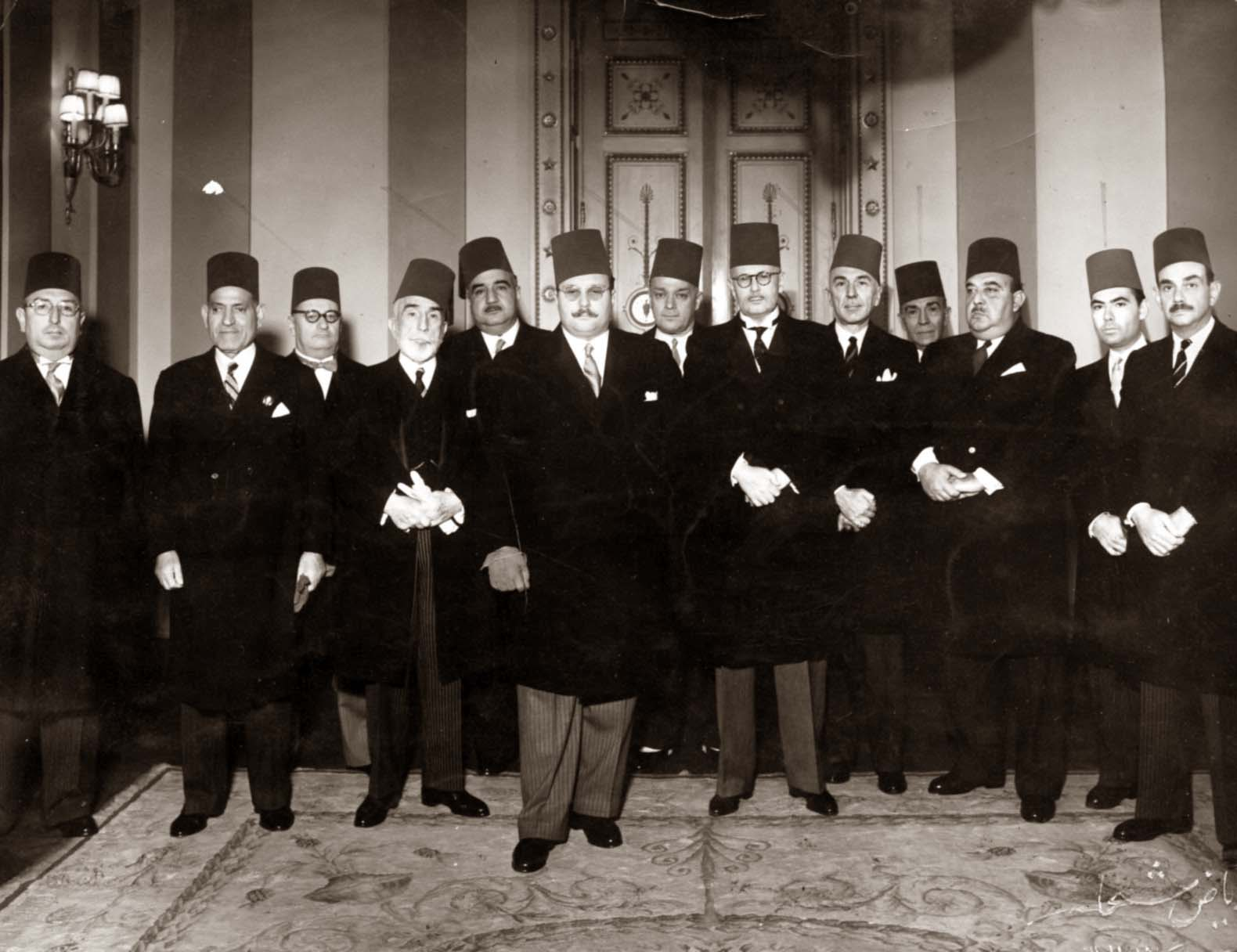
الملك فاروق مع إحدى الوزارات المشكلة

في 4 فبراير 1942 قامت القوات البريطانية بمحاصرة قصر عابدين، وأجبر السفير البريطاني في القاهرة السير مايلز لامبسون فاروق الأول ملك مصر على التوقيع على قرار باستدعاء زعيم حزب الوفد مصطفى النحاس لتشكيل الحكومة بمفرده أو أن يتنازل عن العرش.
كانت تلك الحادثة قد حدثت أثناء الحرب العالمية الثانية، وكانت القوات الألمانية بقيادة إرفين رومل موجودة في العلمين، وكان الموقف العسكري مشحونًا بالاحتمالات الخطيرة على مصر ولأتباع التقليد الدستوري الخاص بتشكيل وزارة ترضى عنها غالبية الشعب وتستطيع إحكام قبضة الموقف الداخلي، فطلب السفير البريطاني منه تأليف وزارة تحرص علي الولاء لمعاهدة 1936 نصًا وروحًا قادرة علي تنفيذها وتحظي بتأييد غالبية الرأي العام، وأن يتم ذلك في موعد أقصاه 3 فبراير 1942، ولذلك قام الملك باستدعاء قادة الأحزاب السياسية في محاولة لتشكيل وزارة قومية أو ائتلافية، وكانوا جميعا عدا مصطفى النحاس مؤيدين لفكرة الوزارة الائتلافية برئاسته فهي تحول دون انفراد حزب الوفد بالحكم خصوصًا أن لهم أغلبية بالبرلمان، فطلبت المملكة المتحدة من سفيرها السير مايلز لامبسون أن يلوح باستخدام القوة أمام الملك، وفي صباح يوم 4 فبراير 1942 طلب السفير مقابلة رئيس الديوان الملكي أحمد حسنين باشا وسلمه إنذارًا موجه للملك هدده فيه بأنه إذا لم يعلم قبل الساعة السادسة مساءً إنه قد تم تكليف مصطفى النحاس بتشكيل الحكومة فإنه يجب عليه أن يتحمل تبعات ما يحدث، وكان السفير جادًا في هذا الإنذار، وكان يعد من يحتل العرش مكانه، وهو ولي العهد الأمير محمد علي توفيق الذي ظل حلم اعتلائه للعرش يراوده لسنوات طويلة، كما إنه أكبر أفراد أسرة محمد علي سنًا، إلا أن زعيم حزب الوفد مصطفى النحاس رفض الإنذار. وعند مساء هذا اليوم 4 فبراير 1942 توجه السفير ومعه قائد القوات البريطانية في مصر «الجنرال ستون» ومعهما عدد من الضباط البريطانيين المسلحين بمحاصرة ساحة قصر عابدين بالدبابات والجنود البريطانيين ودخلا إلى مكتب الملك وكان معه رئيس الديوان أحمد حسنين باشا، ووضع أمامة وثيقة تنازله عن العرش، وقد كتب بالوثيقة:
| حادثة قصر عابدين 1942 | نحن فاروق الأول ملك مصر، تقديرًا منا لمصالح بلدنا فإننا هنا نتنازل عن العرش ونتخلى عن أي حق فيه لأنفسنا ولذريتنا، ونتنازل عن كل الحقوق والامتيازات والصلاحيات التي كانت عندنا بحكم الجلوس على العرش، ونحن هنا أيضًا نحل رعايانا من يمين الولاء لشخصنا. صدر في قصر عابدين في هذا اليوم الرابع من فبراير 1942. | حادثة قصر عابدين 1942 |

ويقول السير لامبسون إنه عندما وضع وثيقة التنازل أمام الملك تردد لثوان، وإنه أحس للحظة إن الملك سوف يأخذ القلم ويوقع، لكن رئيس الديوان الملكي أحمد حسنين باشا تدخل باللغة العربية وقال له شيءً ثم توقف الملك وطلب من «لامبسون» فرصة أخرى أخيرة ليستدعي مصطفى النحاس على الفور وفي وجوده إذا أراد وأن يكلفه على مسمع منه بتشكيل الوزارة، وسأله «لامبسون» إذا كان يفهم وبوضوح إنه يجب أن تكون الوزارة من اختيار النحاس وحده؟ فقال أنه يفهم، فقال له السير لامبسون إنه على استعداد لأن يعطيه فرصة أخيرة لأنه يريد أن يجنب مصر تعقيدات قد لا تكون سهلة في هذه الظروف، ولكن عليه أن يدرك أن تصرفه لا بد أن يكون فوريًا، فرد عليه مرة أخرى إنه يستوعب إن ضرورات محافظته على شرفه وعلى مصلحة بلاده تقتضي أن يستدعي النحاس فورًا.